# Cós
Pour les articles homonymes, voir Cos et Coz (homonymie).
Cós ou Coz est une paroisse (fréguesia) portugaise de la municipalité (conselho) d'Alcobaça, avec une superficie de 14,82 km2 et une population de 2 043 habitants (2001), soit une densité de 137,9 hab/km².

## Histoire
L'Histoire dit que sept siècles av. J.-C., les Phéniciens auraient fondé, à proximité de la ville d'Alcobaça, une colonie à laquelle ils donnèrent le nom de Cós, en mémoire de l'ile de Kos, laquelle était alors en leur possession, appartenant à l'archipel du Dodécanèse, à proximité des côtes d'Asie Mineure (Turquie).
Cós était un des coutos[Quoi ?] d'Alcobaça, comme il apparaît dans le foral de la ville en 1514, reçu du Manuel I de Portugal. Comme toute la région d'Alcobaça, il fut durant une longue période sous l'influence des moines cisterciens, basés au monastère d'Alcobaça. Il fut le siège du conseil jusqu'au début du XIXe siècle. L'ancienne municipalité était à peine constituée de la paroisse de la ville et ne comptait, en 1801, que 753 habitants.
La patronne de la paroisse est sainte Euphémie, l'église de sainte Euphémie (Igreja de Santa Eufémia), située au centre de la localité, est aussi connue comme l'église de la Miséricorde.
En 1492, une habitante du village déclare avoir eu des « visions de la Vierge ». Les habitants du village n'y croient pas, mais le curé du village la soutient. L'apparition « d'une source miraculeuse » convainc la population et pousse l'évêque du lieu à ouvrir une enquête canonique, à la suite de laquelle il reconnait officiellement les apparitions mariales.

## Cós ou Coz?
L'orthographe correcte du toponyme est Cós et non pas Coz. En ce qui concerne l'évolution du graphisme du toponyme se reporters à Coz ou Cós, por Raquel Romão, Valdemar Rodrigues e J. Elias Jorge

## Patrimoine
- Monastère de sainte Marie (pt) de Cós
- Chapelle de Notre Dame de la lumière (pt)

## Géographie
- La paroisse est constituée de plusieurs villages et lieu-dit, les plus importants étant Póvoa de Cós, Cós, Castanheira, Casal de Areia, Casalinho, Varatojo, Alto Varatojo, Alqueidão, Pomarinho, Casal Resoneiro, Porto Linhares, Vale do Amieiro.

Elle fait partie du Pinhal de Leiria, étendue de pins couvrant le district de Leiria et donc la partie sud intègre la paroisse.